# Condé-sur-Vire
Condé-sur-Vire – miejscowość i gmina we Francji, w regionie Normandia, w departamencie Manche. W 2013 roku populacja gminy wynosiła 3480 mieszkańców. Przez miejscowość przepływa rzeka Vire. 
1 stycznia 2016 roku połączono dwie wcześniejsze gminy: Condé-sur-Vire oraz Le Mesnil-Raoult. Siedzibą gminy została miejscowość Condé-sur-Vire, a nowa gmina przyjęła jej nazwę. Następnie 1 stycznia 2017 roku połączono dwie ówczesne gminy: Condé-sur-Vire oraz Troisgots. Siedzibą nowej gminy została miejscowość Condé-sur-Vire, a gmina przyjęła jej nazwę. 